# 후피향나무
후피향나무(厚皮香--)는 펜타필락스과에 속하는 늘푸른 넓은잎 큰키나무이다.

## 생태
한국·중국·필리핀·일본·보르네오섬 등지의 따뜻한 지역에서 자란다. 한국에서는 남쪽 해변과 섬, 제주도에서 자란다. 키는 5~10 미터 정도까지 큰다. 나무껍질은 흑갈색인데 두텁고 불규칙하게 갈라진다. 잎은 어긋나는데 가지 끝에 서너 장씩 모여나는 것 같이 보인다. 잎몸은 거꾸로 된 바소꼴이거나, 길둥근꼴이며 길이 3~7 센티미터, 너비 1.5~2.5 센티미터 정도 된다. 가죽질이고 가장자리는 밋밋하며 앞면은 짙은 녹색으로 윤기가 나고 뒷면은 황록색이다. 잎자루는 붉다. 꽃은 6~7월에 피는데, 잎겨드랑이에 연노란색 꽃이 밑으로 처져 달린다. 열매는 둥근데 붉은색으로 익고, 껍질이 불규칙하게 갈라지면서 주홍색 씨 5개가 나온다.

## 사진

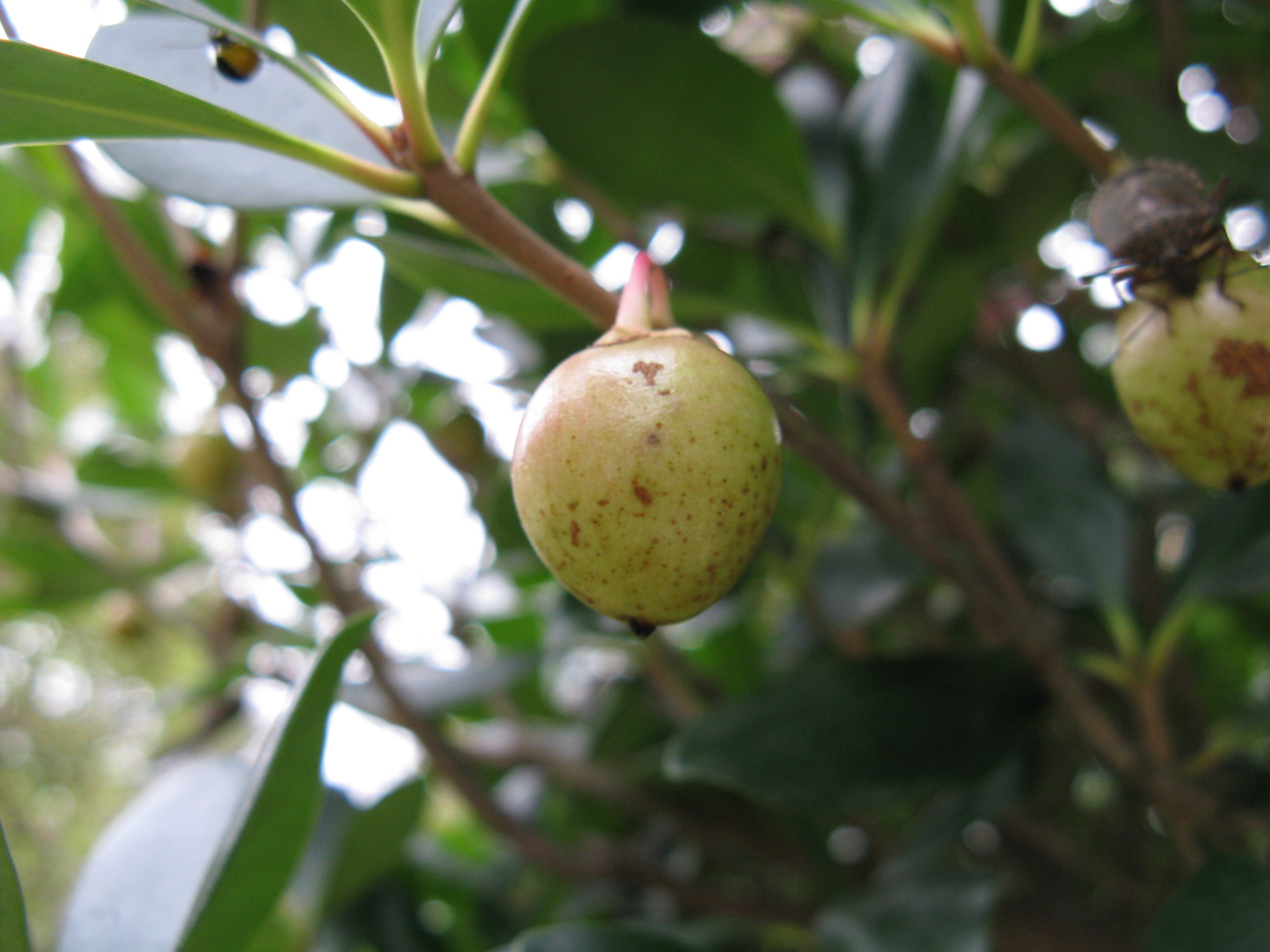
익지 않은 열매
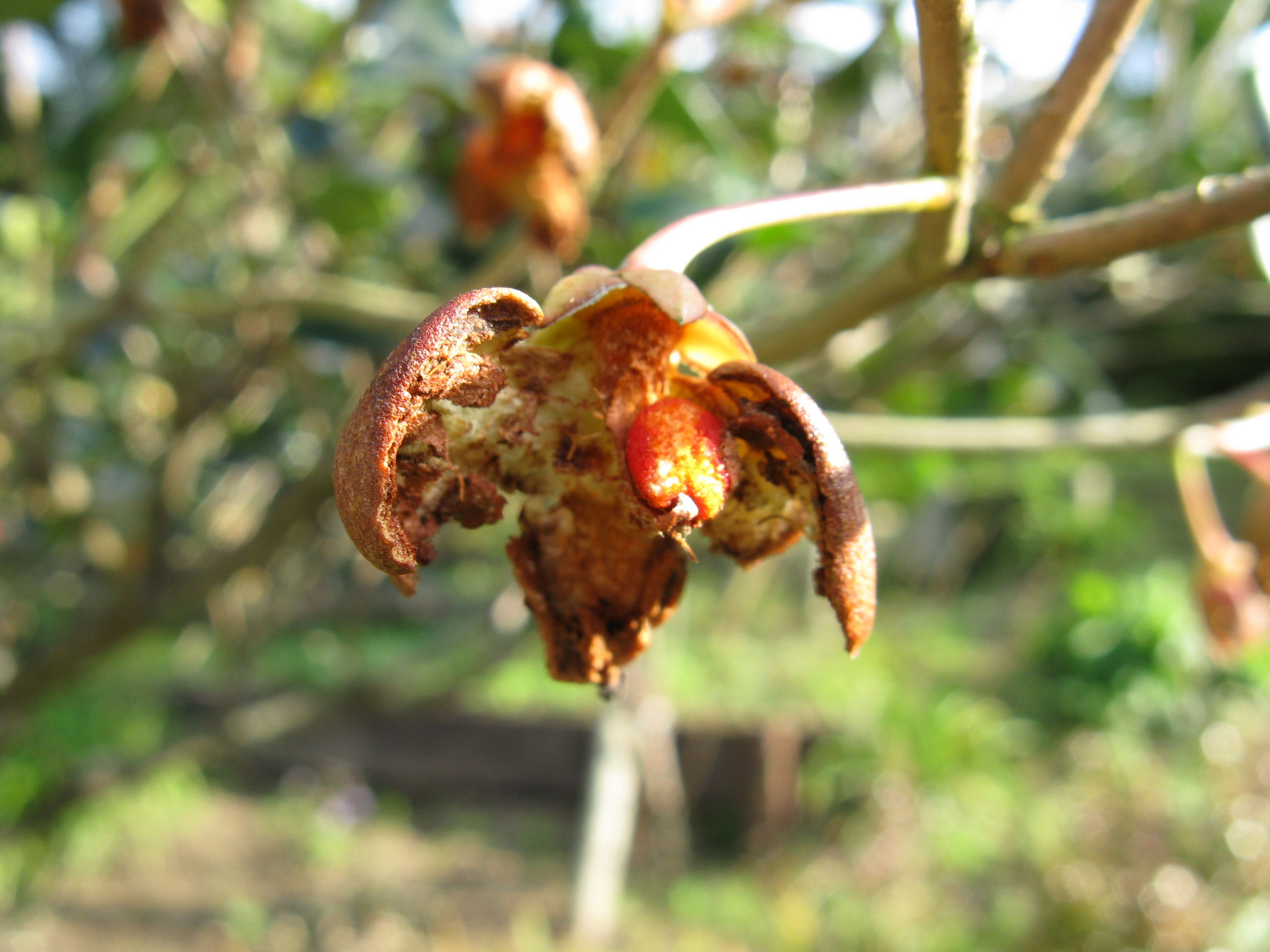
익어서 터진 열매
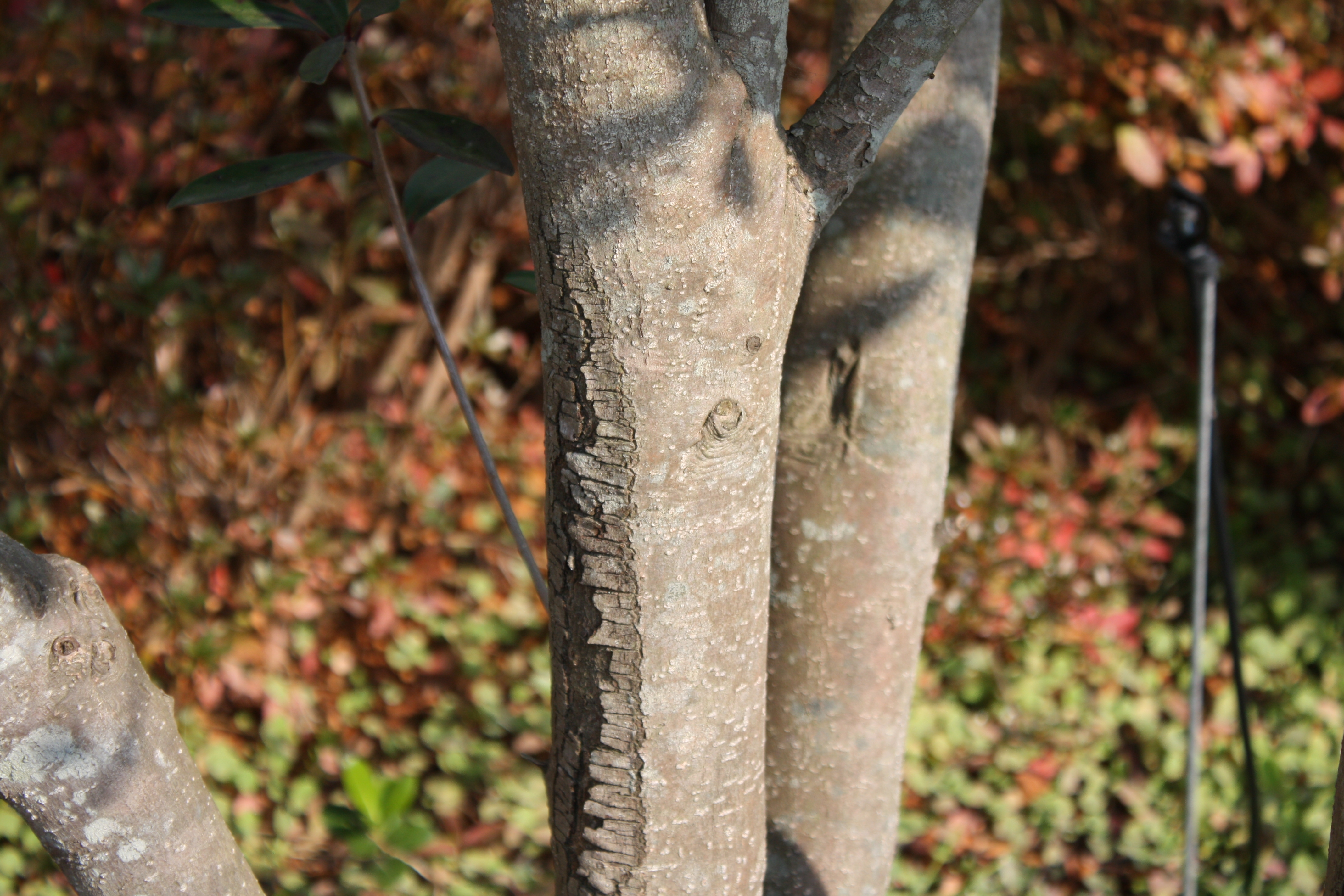
줄기
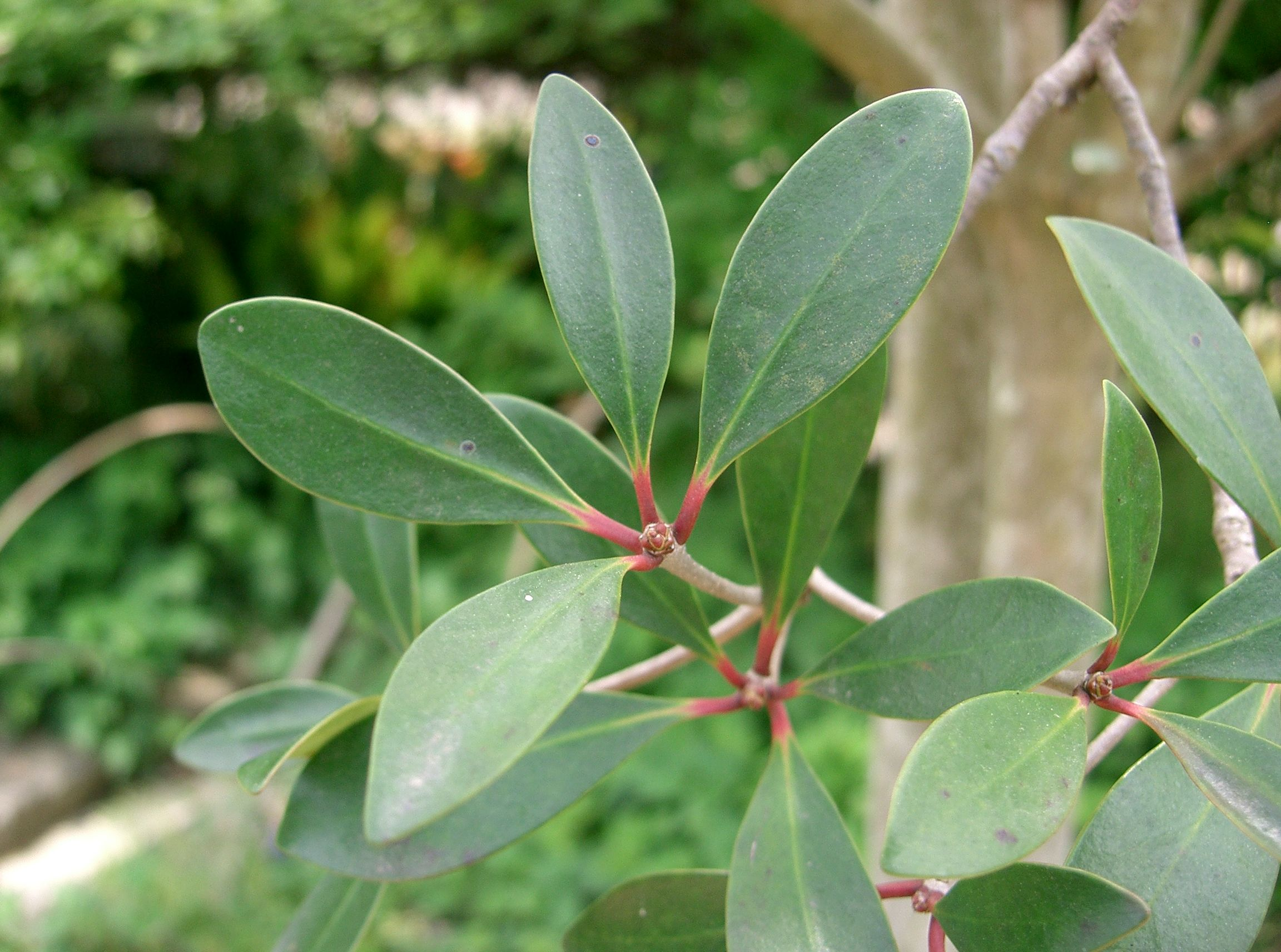
잎

## 참고 문헌
- 《조경수목 핸드북》(광일문화사, 2000) ISBN 898524325X
- 《나무 쉽게 찾기》(진선출판사, 2004) ISBN 9788972214144